# Klimentova vyhlídka (Posázavská stezka)

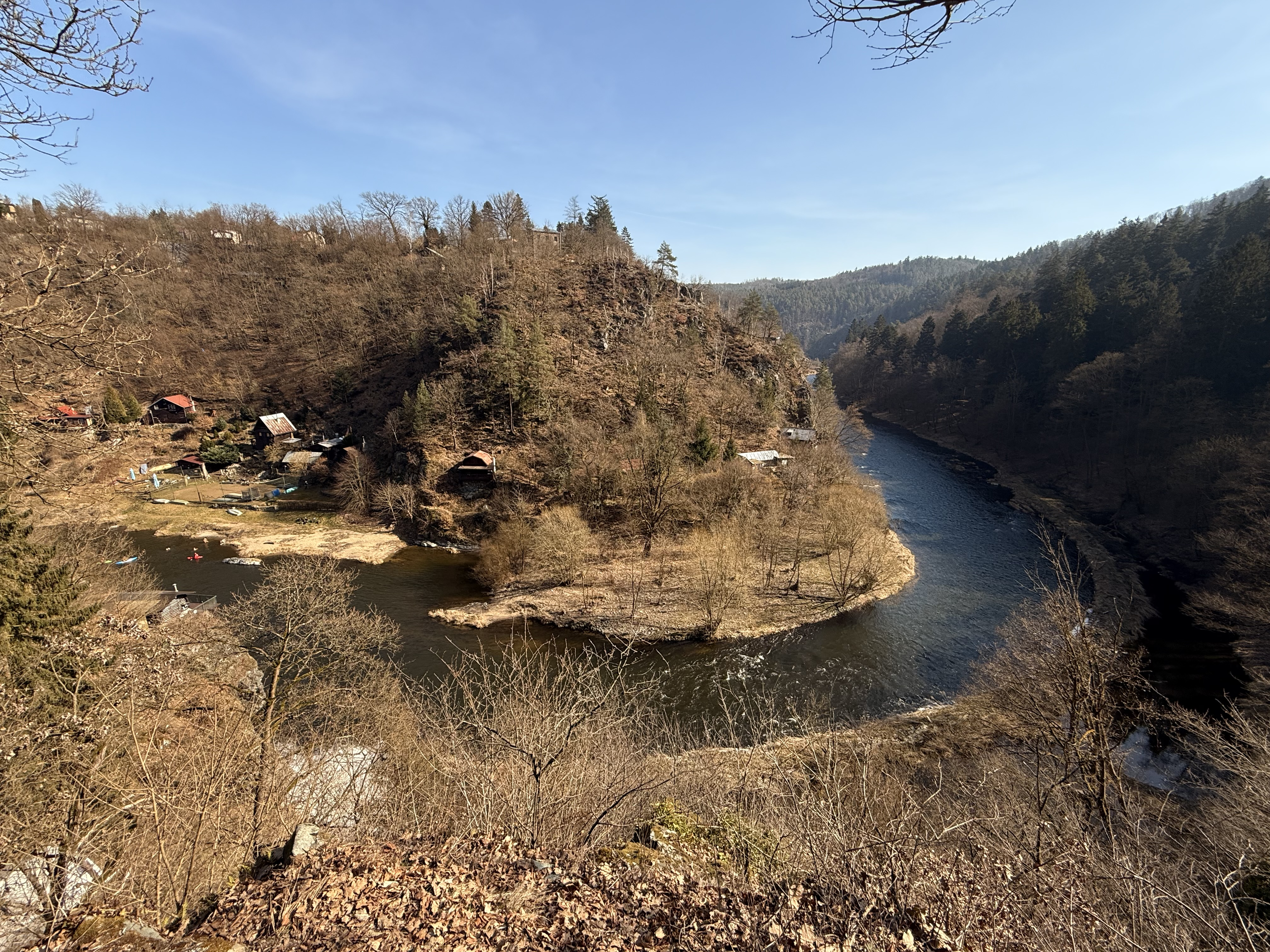
Výhled z vyhlídky

Klimentova vyhlídka na Posázavské stezce je pojmenována po pražském učiteli a pracovníkovi Klubu českých turistů Josefu Klimentovi, který stezku v tomto úseku navrhoval. Nachází se v katastru obce Hradištko, cca jeden a půl km severovýchodně od obce Třebsín nad řekou Sázavou, která je z vyhlídky dobře vidět. Z vyhlídky je možné vidět trampskou osadu Píska a řeku Sázavu. V roce 2025 se jedná o místo s nejlepším výhledem na celé stezce, protože ostatní lokality, jako například Raisova vyhlídka, jsou již v průběhu let zastíněné okolními lesy.
Vyhlídka se nachází v nadmořské výšce 238 m n. m.

## Galerie

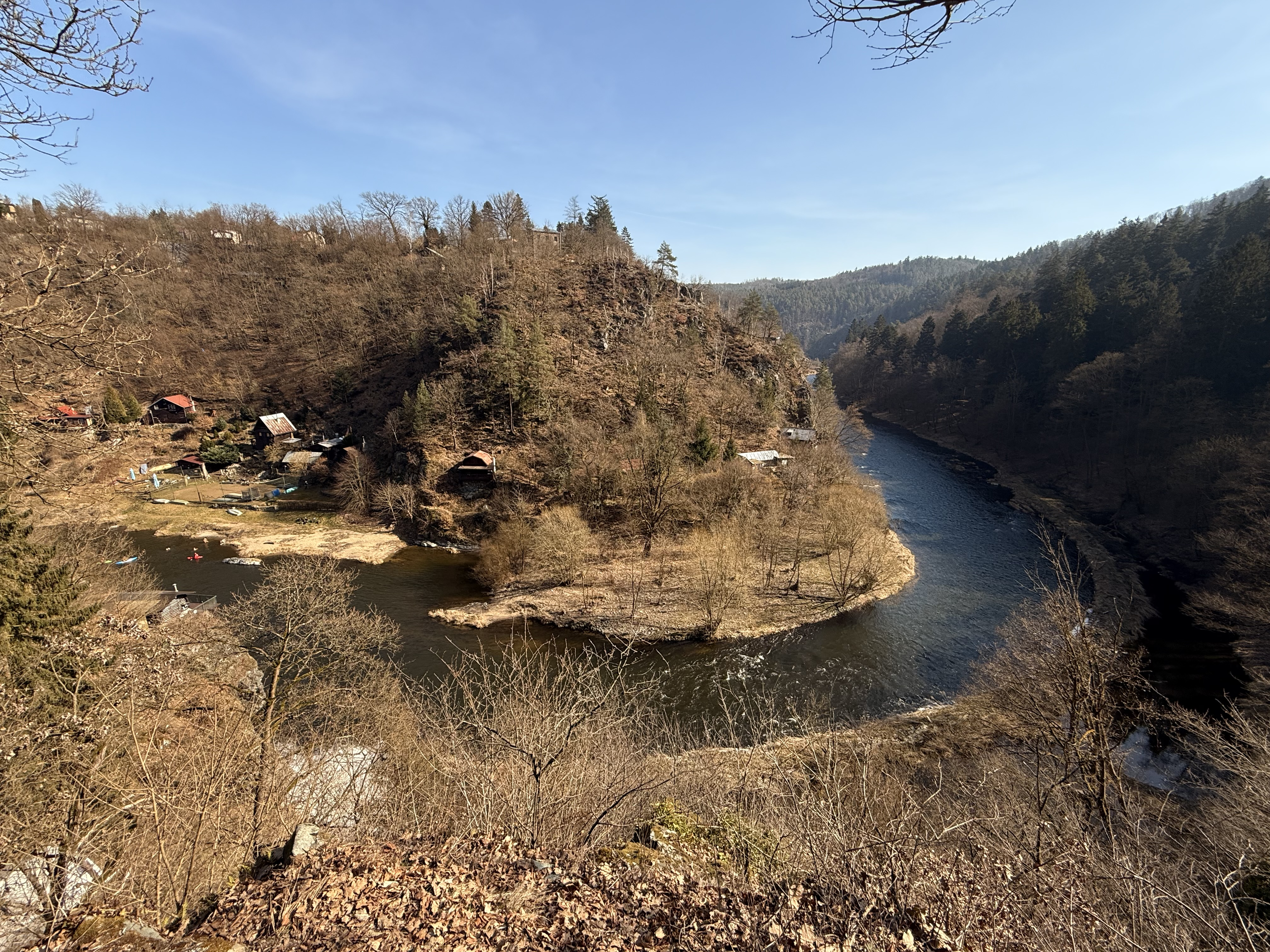
Pohled na řeku Sázavu a osadu Píska (2025)
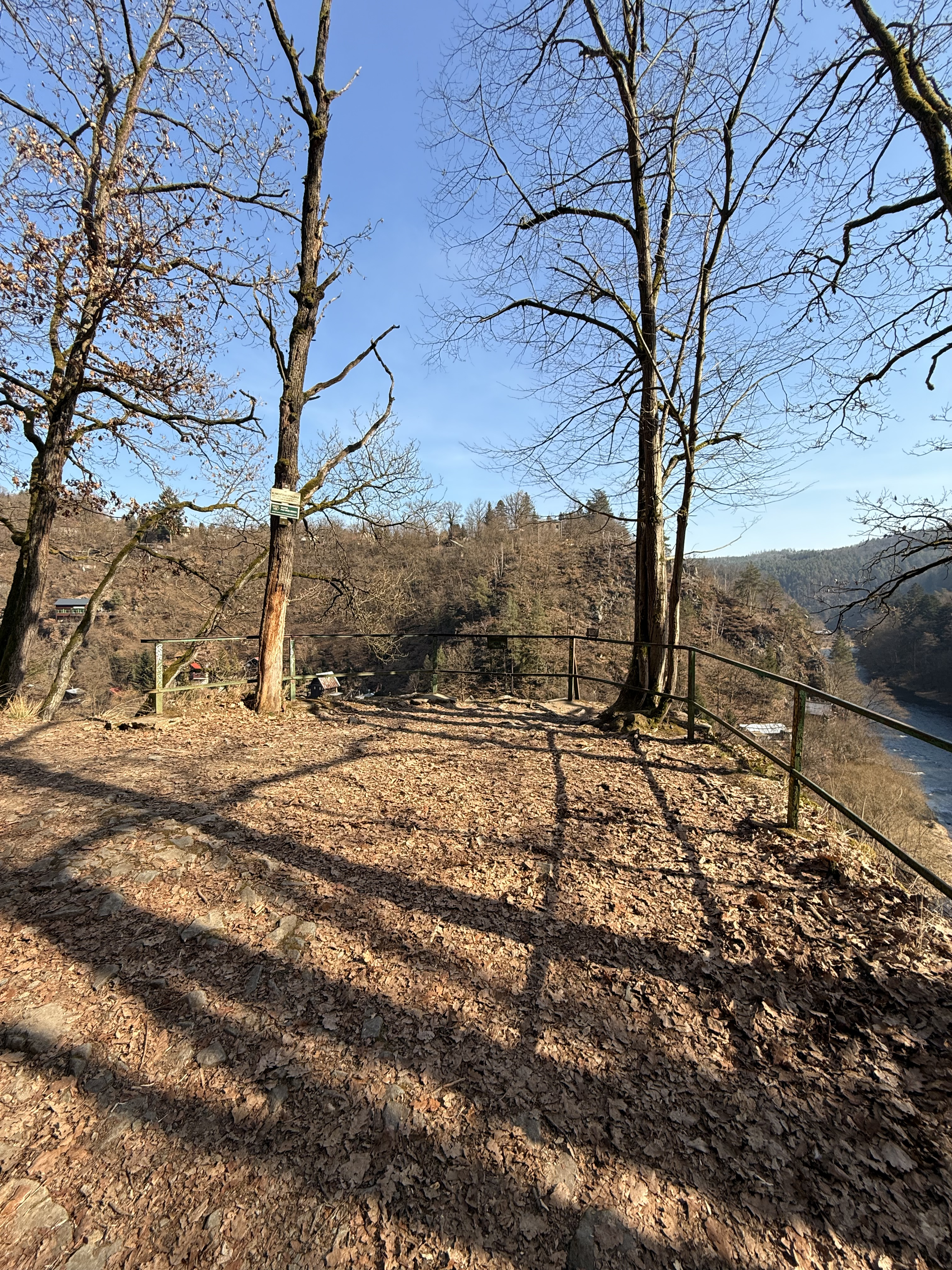
Klimentova vyhlídka s cestou (2025)
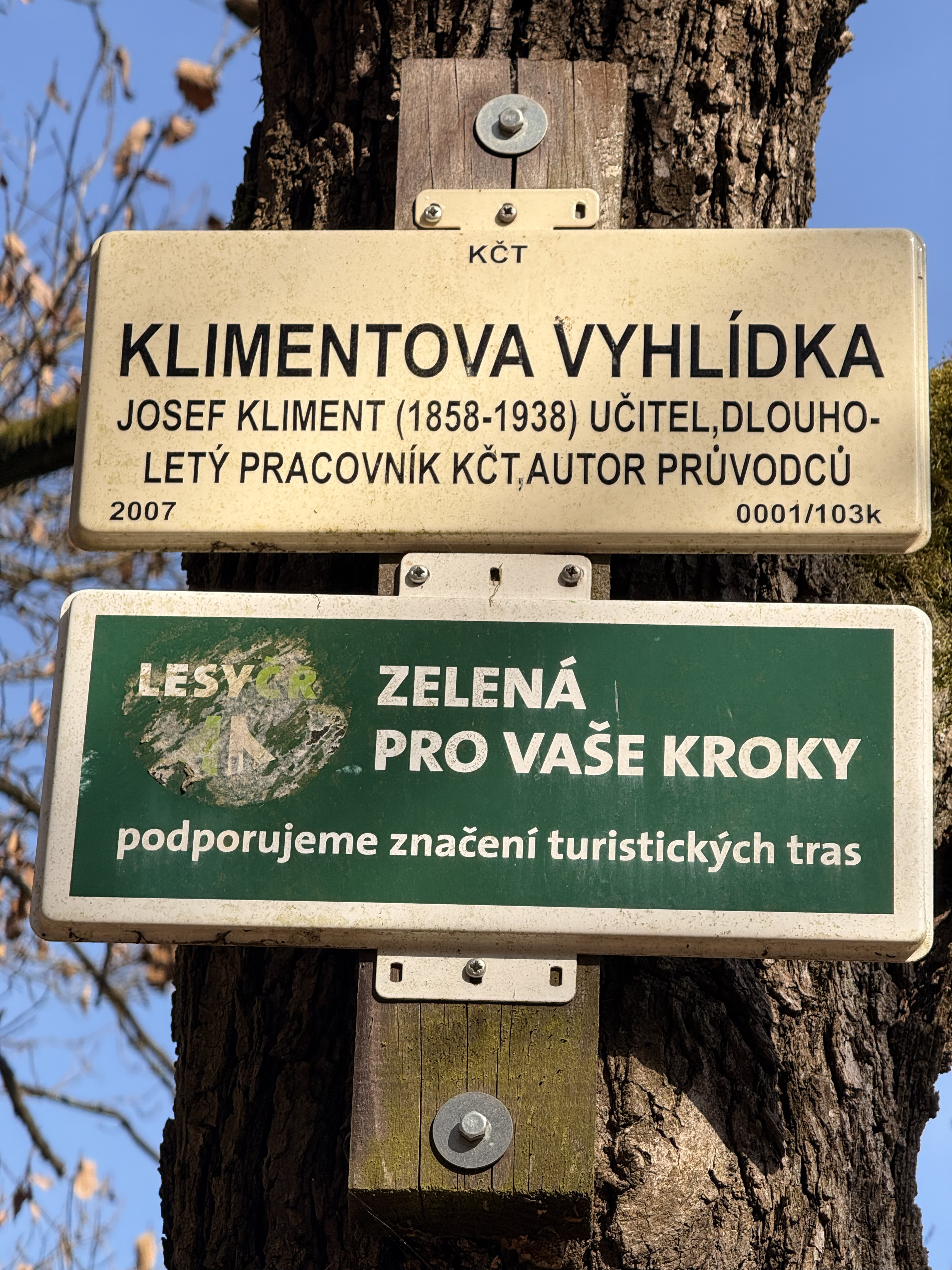
Označení vyhlídky